# Majdan (Šekovići)
Pour les articles homonymes, voir Majdan.
Majdan (en serbe cyrillique : Мајдан) est un village de Bosnie-Herzégovine. Il est situé dans la municipalité de Šekovići et dans la république serbe de Bosnie. Selon les premiers résultats du recensement bosnien de 2013, il compte 16 habitants.
Avant la guerre de Bosnie-Herzégovine, le village faisait entièrement partie de la municipalité de Kladanj ; après la guerre, une portion de son territoire a été rattachée à la municipalité de Šekovići, intégrée à la république serbe de Bosnie.

## Démographie

### Répartition de la population par nationalités (1991)
En 1991, le village comptait 146 habitants, répartis de la manière suivante :